# Laminowanie

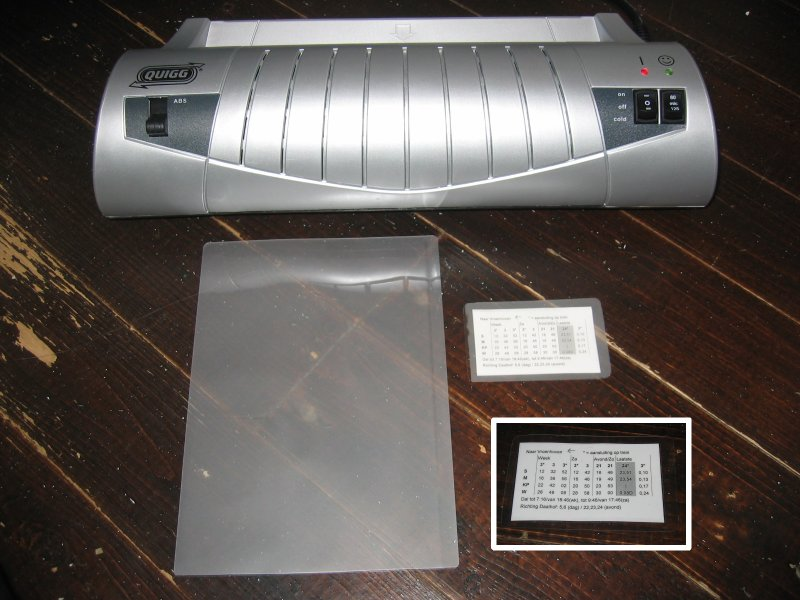
Laminowanie

Laminowanie – pokrywanie powierzchni laminatem dla uzyskania dodatkowych odporności, np. odporności na wilgoć czy odporności mechanicznych lub dla efektów dekoracyjnych. Proces laminowania druków poligraficznych nie może zmieniać barwy odbitki, może zmieniać nasycenie odbitki. Zwiększa nasycenie odbitki folia z połyskiem, a zmniejsza folia matowa. Zmianę tego nasycenia polaminowanej odbitki można skorygować poprzez zmianę profilu procesu drukowania.   
W poligrafii laminowanie to rodzaj uszlachetnienia druku polegający na przyklejeniu do powierzchni zadrukowanej folii, tkaniny itd. Jednym z najpopularniejszych sposobów laminowania w poligrafii jest foliowanie. W związku z tym często laminowanie utożsamiane jest z foliowaniem, choć faktycznie to ostatnie pojęcie ma węższy zakres znaczeniowy.
W przemyśle szklarskim proces laminowania szkła polega na sklejeniu za pomocą specjalnej folii dwóch lub wielu tafli szkła. Dzięki temu szkło jest bardziej wytrzymałe mechanicznie i w przypadku rozbicia, odłamki nie rozsypują się. Rodzaj użytej folii decyduje również o innych właściwościach szkła laminowanego (klejonego),  np: przepuszczalność promieni UV. Szkło laminowane wykorzystuje się w budownictwie i w pojazdach, obiektach pływających oraz latających (szyby chroniące operatora i pasażerów). 
W przemyśle meblowym proces laminowania polega na pokryciu nośnika (płyty wiórowej, MDF, HDF, płyty pilśniowej) laminatem (HPL, CPL) lub folią wykończeniową, w procesie prasowania pod wysokim ciśnieniem w prasach półkowych, w celu polepszenia właściwości estetycznych oraz wytrzymałościowych.